# شاين ماثيوز
شاين ماثيوز (بالإنجليزية: Shane Matthews)‏ هو مدرب رياضي أمريكي، ولد في 1 يونيو 1970 في كليفلاند في الولايات المتحدة.

## وصلات خارجية
- شاين ماثيوز على موقع مرجع كرة القدم المحترفة.كوم (الإنجليزية)